# デニ・アヴディッチ
デニ・アヴディッチ（Denni Avdić、1988年9月5日 - ）は、スウェーデン・ヒュースクヴァーナ出身のサッカー選手。無所属。ポジションはFW。スウェーデン代表として1試合に出場した。

## 経歴
アヴディッチはスウェーデンのヒュースクヴァーナで生まれた。15歳の時にデンマークのクラブ、ブレンビーIFと契約した。アヴディッチは、主にリザーブチームでプレーしたが、トップチームの試合に出場することはなかった。IFエルフスボリと契約した際には、エルフスボリの関係者から「スウェーデンサッカー界で最も偉大な才能の一人」と称賛された。
アヴディッチは、2006年11月にエルスボリでデビューした。エルフスボーグのロイヤルリーグ初戦では先発出場し、4-0でAIKソルナに勝利して2ゴールを挙げた。2010年のアルスヴェンスカンでは、攻撃的MFからストライカーへとポジションを変えた。アヴディッチは19ゴールを記録し、20ゴールを記録したアレクサンダー・ゲルントに次いで、その年のゴールデンブーツの準優勝者となった。この活躍により、同シーズンに200万ポンドの移籍金でヴェルダー・ブレーメンに売却された。
2011年1月3日、アヴディッチはヴェルダー・ブレーメンの冬の補強第一号となり、2014年夏までの契約を結んだ。2011-12年のブンデスリーガでは、負傷を繰り返していたため、出場機会は限られた。PECズウォレにレンタルされる前、アヴディッチはブンデスリーガで7試合、ブレーメンのセカンドチームで12試合に出場したが、1ゴールも挙げられなかった。
2012年8月29日、アヴディッチはオランダのサッカークラブPECズヴォレへの2013年シーズン終了までのローン契約にサインした。 アヴディッチは途中出場した4試合目でクラブ初ゴールを決めた。2013年2月17日、14試合目のフェイエノールト戦で、アヴディッチは3-2で勝利した。これにより、アヴディッチは、シーズン通算7得点で、2012-13シーズンのスウェーデン人全体のゴールランキングでは、ズラタン・イブラヒモヴィッチに次ぐ2番目の得点王となった。
2013年夏、アヴディッチはAZアルクマールに加入した。 10月30日に行われたKNVBカップのアキレス'29戦でデビューし、2ゴールを記録した。試合は7-0でAZが勝利した。
2014年8月15日、AZでの出場機会がなかったことから、シーズン終了までヘラクレス・アルメロにローン移籍した。
2019年2月、アルスヴェンスカンに昇格したばかりのAFCエシルストゥーナに加入した。 同年6月にクラブを退団した。

## タイトル
IFエルフスボリ
- アルスヴェンスカン : 1回 (2006)
- スヴェンスカ・スーペルクーペン : 1回 (2007)